# Куксу (лапша)
Куксу (кор. 국수?, 麵?) — блюдо корейской кухни, лапша, а также холодный суп с лапшой. На диалекте советских корейцев называется «кукси».
Синонимом «куксу» является китаизм «мён» (кор. 면?, 麵?). В Азии готовят лапшу примерно с 6000—5000 до н. э. Пшеничная лапша (кор. 밀국수) в Корее была дорогой, и вошла в повседневный рацион только в районе 1945 года, её до сих пор едят на праздники, дни рождения и свадьбы: длина лапши считается приносящей долголетие или пророчащей долгую совместную жизнь.
Традиционные корейские блюда с лапшой — онмён (куксу чанъгук) (лапша в горячем прозрачном бульоне), нэнмён (холодная гречишная лапша), пибим куксу (холодная лапша с овощами), кхалькуксу, конъгуксу (лапша с холодной соевой подливкой). В придворной корейской кухне ценилось блюдо «пэкмён», гречишная лапша в бульоне из фазана. Нэнмён корейская придворная элита ела летом, добавляя в него тонъгимчхи (жидкий кимчхи с редисом) и говядину.

## В СНГ

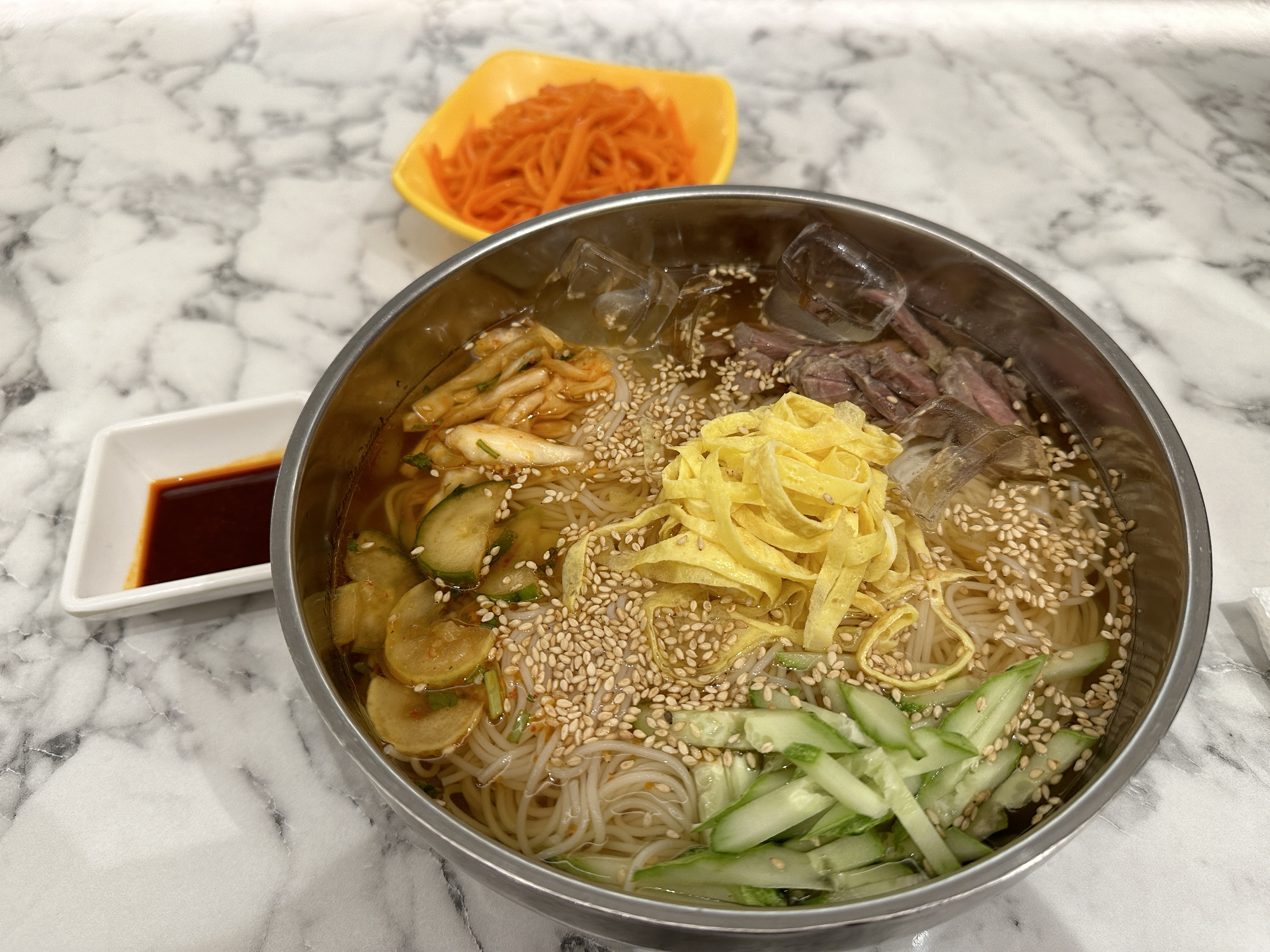
Кукси в Центральной Азии

В странах постсоветского пространства под кукси́ (кор. 국수, куксу — «лапша») чаще всего подразумивают холодный суп с лапшой, мясом и овощами, традиционно распространённый среди корё-сарам — корейцев Центральной Азии. Представляет собой адаптацию корейского блюда нэнмён.
Кукси состоит из следующих основных компонентов:
- Отварная пшеничная лапша или тонкая яичная лапша.

- Холодный мясной бульон, заправленный уксусом, соевым соусом, острым перцем и чесноком.

- Нарезанное тонкой соломкой мясо (обычно говядина или курица).

- Овощи — свежие огурцы, морковь по-корейски, капуста, зелень.

- Омлет, нарезанный полосками, или варёные яйца (в некоторых вариантах).

Подаётся холодным, часто с добавлением льда в бульон, что делает блюдо особенно популярным в жаркий сезон в странах Средней Азии.

## Куксу по ингредиентам

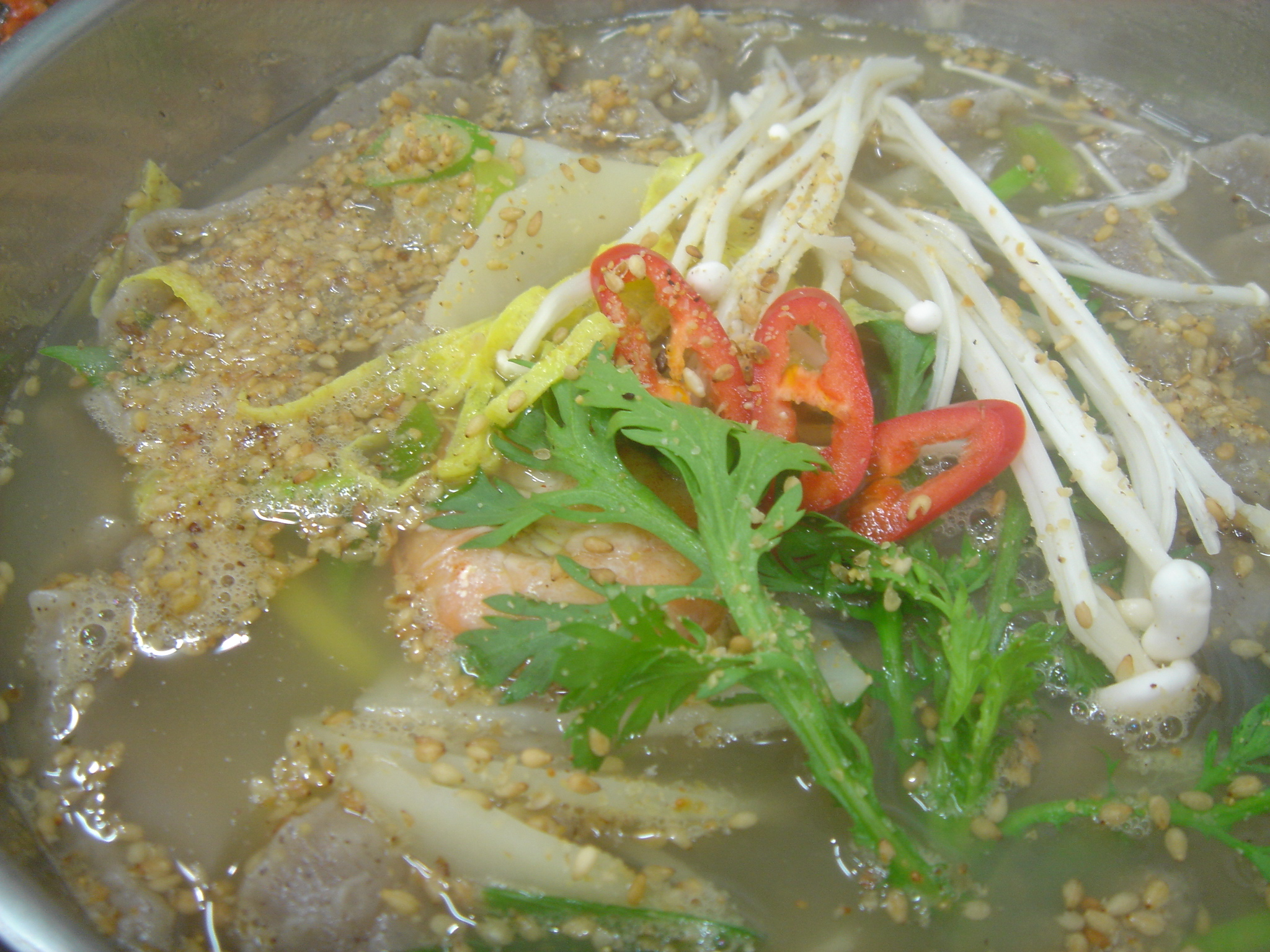
Мемиль куксу

- Танъмён (кор. 당면?, 唐麵?) — фунчоза из картофельного крахмала;
- Мемиль куксу (кор. 메밀국수) — гречишная лапша, аналогичная сомэну;
- Ольчхэнъи куксу (кор. 올챙이국수) — блюдо горных районов Кореи, лапша из кукурузной муки[6];
- Камджа куксу (кор. 감자국수) — лапша из смеси картофельного крахмала, рисовой муки и клейкого риса[7];
- Камджанонъма куксу (кор. 감자농마국수) — трудноразжёвываемая лапша из картофельного крахмала, местное блюдо Хванхэдо[8].
- Сомён — тонкая пшеничная лапша, аналогичная японскому сомэну;
- Тотхори куксу[англ.] — лапша из желудёвой муки[9]
- Чхик куксу (кор. 칡국수) — лапша из кудзу и гречихи[10];
- Ссук кхалькуксу (кор. 쑥칼국수) — лапша из смеси полынной и пшеничной муки[11];
- Хопак куксу (кор. 호박국수) — тыквенно-пшеничная лапша[12];
- Ккольтту куксу (кор. 꼴뚜국수) — лапша из гречихи и пшеницы[13];
- Чхонсачхэ — полупрозрачная лапшафото из остатков бульона, в котором варилась комбу. Из-за мягкости вкуса обычно употребляется с хве[14].

## Блюда с лапшой

### Панчханы
- Чапчхэ (кор. 잡채?, 雜菜?) — танъмён, обжаренный с говядиной и овощами.

### Китайская лапша
- Чаджанъмён[англ.] — толстая пшеничная лапша с пастой из чёрных бобов;
- Ччамппон (짬뽕) — острая лапша.

### Горячие супы с лапшой

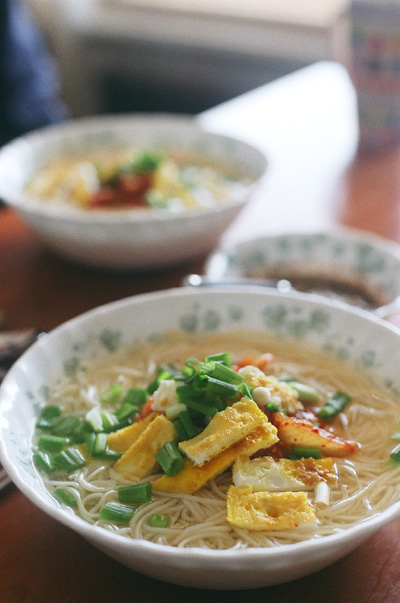
Чанчхи куксу

- Чанчхи куксу (잔치국수) — пшеничная лапша в бульоне с анчоусами и (возможно) тасимой или говядиной. Подаётся с соусом из кунжутного масла, соевого соуса, зелёного лука и небольшого количества молотого красного перца. Тонко нарезанное варёное яйцо, чидан (지단), ким и цуккини украшают верх блюда. Слово «чанчхи» означает празднование, банкет, так как это кушанье едят на свадебных вечеринках и в дни рождения[15];
- Кхальгуксу (칼국수) — нарезанная ножом пшеничная лапша в бульоне из водорослей;
- Комгуксу (кор. 곰국수) — пшеничная лапша в бульоне комкука.

### Холодные блюда с лапшой

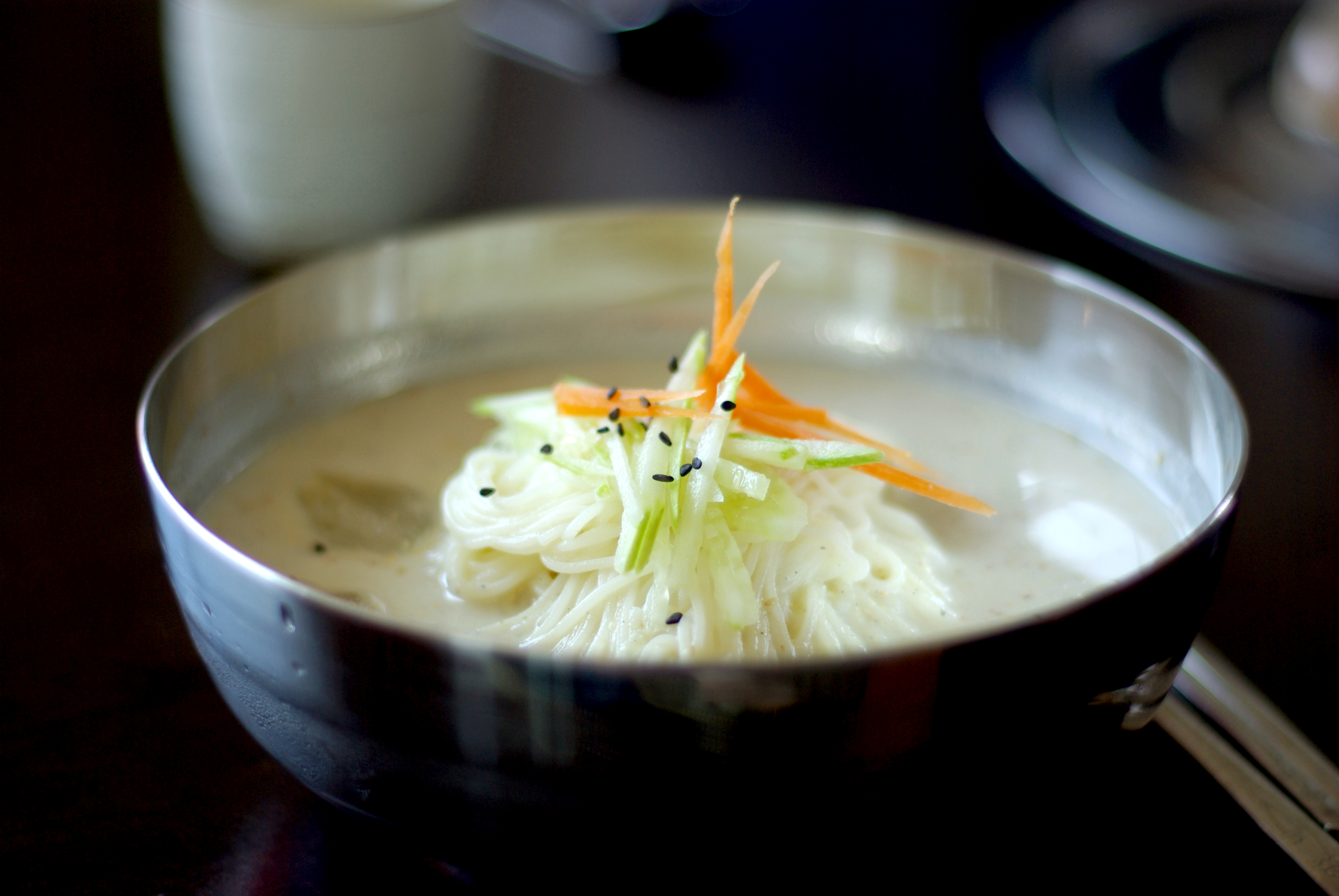
Кхонъгуксу

- Пибим куксу (비빔국수) — тонкая пшеничная лапша с соусом из кочхуджана и уксуса, украшается сваренным вкрутую яйцом, огурцом и кимчхи;
- Маккуксу (막국수) — гречишная лапша в супе, блюдо особенно популярно в Канвондо;
- Нэнмён (кор. 냉면?, 冷麵?) — тонкая гречишная лапша в холодном супе или с соусом на основе кочхуджана;
  - Муль нэнмён — «водяная холодная лапша», подаётся с говяжьим бульоном или редисовым кимчхи, тонъчхими;
  - Пибим нэнмён — подаётся без жидкости, с чхокочхуджаном;
- Ччольмён[англ.] (쫄면) — блюдо аналогично «пибим нэнмёну», но лапша более труднопережёвываемая;
- Мильмён[англ.] (밀면) — пусанское блюдо, разновидность нэнмёна;
- Кхонъгуксу — пшеничная лапша в соевом молоке;
- Чаткуксу (잣국수) — пшеничная или гречишная лапша в бульоне с тёртыми кедровыми орехами и водой. Блюдо города Капхён. В целом аналогично кхонъгуксу, но обладает более ярким, острым вкусом[16];
- Тонъчхими куксу (동치미국수) — пшеничная или гречишная лапша в тонъчхими.

### Быстрорастворимая лапша
- Рамён — блюдо, аналогичное японскому рамэну, но сервируемое в корейском стиле (например, с кимчхи и красным перцем);
  - Син рамён[англ.] — «острый рамён» — популярный бренд рамёна.